# Kang Yun-mi
Kang Yun-mi (in hangŭl: 강윤미; 10 febbraio 1988) è un'ex pattinatrice di short track sudcoreana, campionessa olimpica della staffetta ai Giochi di Torino 2006.

## Palmarès

### Olimpiadi
- 1 medaglia:
  - 1 oro (staffetta 3000 m a Torino 2006).

### Mondiali
- 5 medaglie:
  - 3 ori (nei 3000m a Pechino 2005, squadre a Chuncheon 2005 e Montréal 2006)
  - 1 argento (nei 1500m a Pechino 2005)
  - 1 bronzo (in classifica generale a Pechino 2005)

### Mondiali juniores
- 9 medaglie:
  - 5 ori (nei 1500m e nella staffetta 2000m a Budapest 2003, in classifica generale, nei 1000m e nella staffetta 2000m a Pechino 2004).
  - 3 argenti (in classifica generale a Budapest 2003, nei 1500m a Budapest 2003 e Pechino 2004).
  - 1 bronzo (nei 500m a Pechino 2004).